# Museu da Gastronomia Maranhense
O Museu da Gastronomia Maranhense é um museu localizado na cidade de São Luís, no Maranhão, em seu Centro Histórico.

## Histórico
Inaugurado em junho de 2019, em um casarão do Centro Histórico, construído no século XIX, o museu tem uma proposta de oferecer ao visitante uma experiência pelos sabores da culinária local, permitindo o conhecimento da cultura maranhense por meio de suas iguarias. Também busca a valorização da gastronomia local como elemento da identidade cultural.
Além de reunir exposições, com informações e curiosidades da gastronomia do Maranhão, o museu também se dedica à  oferta de cursos permanentes de capacitação na área da gastronomia.

## Acervo
Diversos pratos e bebidas tradicionais da culinária maranhense podem ser encontrados no museu. Tem destaque o cuxá e o arroz de cuxá, a torta de camarão e de caranguejo, o doce de abóbora e de buriti, além de uma variedade de bebidas como sucos e licores de frutas típicas do Maranhão, como o bacuri, cupuaçu, buriti, murici, juçara, jenipapo, o guaraná Jesus, a cachaça tiquira e outros elementos da gastronomia da região. O tradicional sorvete de coco também está presente no museu, da forma como é tipicamente vendido, em uma tina. 
Os diversos festivais gastronômicos do calendário maranhense também estão representados no museu. Dentre eles, a Festa da Juçara, que ocorre todos os anos no bairro do Maracanã, além do São João do Maranhão, com destaque para o bumba meu boi, com sua variedade de sotaques, ritmos, indumentárias e instrumentos musicais. 
No museu, há uma exposição da Casa das Tulhas, mercado localizado no Centro Histórico e especializado em produtos, especiarias e artesanato do Maranhão.
Também há a exposição da Casinha da Roça, representando as casas da zona rural do interior do Maranhão. Nesse espaço, é possível ver objetos domésticos como lamparinas, pilões, fogareiros, cofos, gamelas, além de brincantes que representam a população tradicional na preparação de pratos típicos. 
Dentre outros objetos típicos das cozinhas locais expostos no museu está a bateria, uma estrutura de ferro utilizada para guardar panelas e outros utensílios domésticos, muito usada no interior do Maranhão.
Vale ressaltar a representatividade dos manguezais no espaço, considerando seu papel essencial para o ecossistema maranhense, e também porque deles se originam diversos produtos utilizados na culinária local, como o caranguejo, o sururu e o sarnambi.